# Justin Holland
Justin Holland (* 26. Juli 1819 in Norfolk County, Virginia; † 24. März 1887 in New Orleans) war ein afroamerikanischer Gitarrist, Gitarrenlehrer und Komponist.

## Leben und Wirken
Holland wuchs als erster oder zweiter von sieben Söhnen eines freien Farmers in Norfolk County auf. Nach dem Tod der Eltern ging er vierzehnjährig nach Boston. Hier erlebte er den spanischen Gitarristen Mariano Perez und nahm daraufhin Gitarrenunterricht bei William Schubert. Bei Simon Knaebel lernte er Musiktheorie und Arrangement, außerdem nahm er Flöten- und Klavierunterricht.
Nach einem Studienjahr am Oberlin College 1841 ging er für zwei Jahre nach Mexiko. Nach seiner Rückkehr heiratete er und ließ sich 1844 in Cleveland als Gitarren-, Mandolinen-, Klavier- und Flötenlehrer nieder. Er komponierte mehr als dreihundert Arrangements für die Gitarre (u. a. über William Tell von Gioacchino Rossini, Oberon von Carl Maria von Weber) und mehr als dreißig eigenständige Werke, von denen jedoch nur einige erhalten sind. Er veröffentlichte zwei Gitarrenschulen: Holland's Comprehensive Method for the Guitar (1874) und Holland's Modern Method for the Guitar (1876).